# Pascal Thévenot
Pour les articles homonymes, voir Thévenot.
Pascal Thévenot, né le 3 juin 1966 à Paris, est un homme politique français, membre du parti Soyons libres.

## Biographie
Pascal Thévenot est élu maire de Vélizy-Villacoublay aux élections municipales de 2014.
Le 20 mars 2016, il est élu à l'élection législative partielle organisée dans la deuxième circonscription des Yvelines pour remplacer Valérie Pécresse, démissionnaire à la suite de son élection comme présidente du conseil régional d'Île-de-France.
Il soutient François Fillon pour la primaire française de la droite et du centre de 2016.
Il est candidat à sa réélection lors des élections législatives de juin 2017. Il perd son siège, battu par Jean-Noël Barrot.
A l'issue de la dissolution de l'assemblée nationale du 9 juin 2024, il se porte candidat dans la deuxième circonscription des Yvelines mais est éliminé lors du premier tour après avoir obtenu 14,5% des environ 65 250 suffrages exprimés, le faisant arriver en quatrième position.